# Jörn Borowski
Jörn Borowski   (Rostock, 15 de gener de 1959) és un regatista alemany, ja retirat, que va competir sota bandera de la República Democràtica Alemanya entre les dècades de 1970 i 2000. És fil del també regatista Paul Borowski.
El 1980 va prendre part en els Jocs Olímpics d'Estiu de Moscou, on va guanyar la medalla de plata en la categoria de Classe 470 del programa de vela. Va compartir vaixell amb Egbert Swensson. En el seu palmarès també destaquen una medalla d'or, dues de plata i una de bronze al Campionat del món de vela, dues medalles d'or i una de plata al Campionat d'Europa de vela i cinc campionats nacionals.